# ミカドヤモリ属
ミカドヤモリ属（ミカドヤモリぞく、Rhacodactylus）は、イシヤモリ科に含まれる属の一つである。

## 分布
ニューカレドニア固有属

## 形態
最大種はツギオミカドヤモリで本属のみならずヤモリ科最大最重量種。最小種のツノミカドヤモリでも全長20センチメートルとヤモリ科内では大型種で構成される。
四肢だけではなく尾にも趾下薄板と同様の機能（尾下薄板）を持ち、枝に尾を巻きつけることができる。再生尾には尾下薄板がない。

## 分類
核DNAのRAG1、ミトコンドリアDNAのND2およびtRNAの分子解析を行い最大節約法や最尤法、ベイズ推定によって系統樹を推定したところ、オウカンミカドヤモリとサラシノミカドヤモリ、マモノミカドヤモリを含めた本属が多系統群であると推定された。そのため本属に4種（コモチミカドヤモリRhacodactylus trachyrhynchusの亜種間の遺伝子的距離が大きいことから亜種が独立種となった）を残し、オウカンミカドヤモリ（2種に分割）とサラシノミカドヤモリの3種をCorrelophis属へ、マモノミカドヤモリ（2種に分割）の2種をMniarogekko属へ分割する説もある。
クチサヤケモリ属EurydactylodesとMniarogekko属からなる単系統群は、本属と単系統群を形成する。これら3属からなる単系統群は、ババイヤモリ属Bavayiaと単系統群を形成する。
- Rhacodactylus auriculatus ツノミカドヤモリ Gargoyle gecko
- Rhacodactylus leachianus ツギオミカドヤモリ New Caledonian giant gecko
- Rhacodactylus trachyrhynchus  Greater rough-snouted giant gecko
- Rhacodactylus trchycephalus  Lesser rough-snouted giant gecko

## 生態
樹上性。夜行性だが、昼間も活動し日光浴を行う。
食性は動物食傾向の強い雑食で、昆虫、節足動物、爬虫類、鳥類、果実、花の蜜などを食べる。
ツノミカドヤモリとツギオミカドヤモリは卵生で1回に2個の卵を産む。R. trachyrhynchusとR. trchycephalus（コモチミカドヤモリ）は胎生で幼体を産む。

## 人間との関係
ペット用として飼育されることもあり、日本にも輸入されている。ニューカレドニアに生息する野生動物の輸出は禁止されているため、研究用として輸出された個体に由来する繁殖個体のみが流通する。樹上性のため高さのあるケージを用意するのが望ましい。床材としてヤシ殻土や腐葉土枝や流木、バーグチップ、キッチンペーパーなどを敷く。コルクバークを組み合わせる、あるいは植物をケージ内に入れて足場や隠れ家にする。日光浴を行うことやカルシウム不足の疾患防止のため、隠れ家を用意したうえで紫外線量の弱い爬虫類用の蛍光灯を照射したり日光浴させる。餌としてコオロギなどの昆虫や大型種ではピンクマウスやウズラの雛、潰した果実、果実製のベビーフード、昆虫ゼリーなどにカルシウムを添加して与える。専用の配合飼料も市販されている。

## 画像

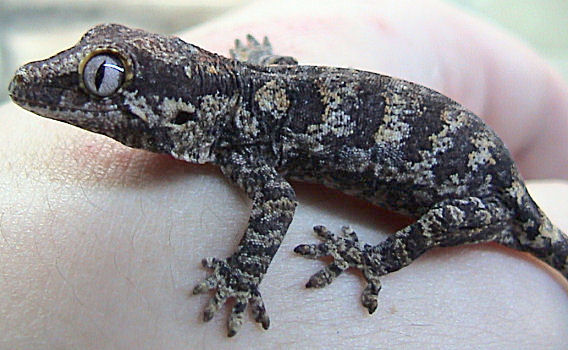
ツノミカドヤモリ R. auriculatus